# Шахбаз Шариф
Шахбаз Шаріф (23 вересня 1951 , Лахор, Домініон Пакистан ) — пакистанський політик, прем'єр-міністр Пакистану у 2022-2023 та з 2024 року.

Голова Пакистанської мусульманської ліги (Н) (PML-N).
Раніше він тричі за свою політичну кар'єру обіймав посаду головного міністра Пенджабу, що робить його головним міністром Пенджабу з найдовшим стажем роботи.

## Життєпис
Обраний до провінційної асамблеї Пенджабу у 1988 та до Національної асамблеї Пакистану в 1990.
Знову обраний до асамблеї Пенджабу в 1993 і визнаний лідером опозиції.
Був обраний головним міністром найгустонаселенішої провінції Пакистану Пенджабу 20 лютого 1997.
Після пакистанського перевороту 1999 року Шехбаз разом зі своєю родиною перебував у вигнанні у Саудівській Аравії, повернувшись до Пакистану в 2007.
Був призначений головним міністром на другий термін після перемоги PML-N у провінції Пенджаб на парламентських виборах у Пакистані 2008 року.
Його втретє обрано головним міністром Пенджабу на парламентських виборах у Пакистані 2013 року і обіймав посаду до поразки його партії на парламентських виборах у Пакистані 2018 року.
Призначений президентом Пакистанської мусульманської ліги-Н після того, як його брат Наваз Шариф був позбавлений права обіймати посаду після розгляду справи «Панамські документи».
Висунутий лідером опозиції після виборів 2018 року.
У грудні 2019 Національне бюро підзвітності (NAB) заморозило 23 опції майна, що належать Шехбазу та його сину Хамзі Шарифу, звинувативши їх у відмиванні грошей.
28 вересня 2020 NAB заарештував Шехбаза у Високому суді Лахора та висунув йому звинувачення у відмиванні грошей.
До суду він перебував під вартою.
14 квітня 2021 року Високий суд Лахора відпустив його під заставу у справі з відмивання грошей.
На тлі пакистанської політичної кризи 2020—2022 років був обраний прем'єр-міністром 11 квітня 2022 року після вотуму недовіри Імрану Хану.